# Route nationale 592
Die N592 war von 1933 bis 1973 eine französische Nationalstraße, die zwischen der N9 südlich von Millau und Saint-Rome-de-Cernon verlief. Ihre Länge betrug 15 Kilometer. Heute wird sie vom Viaduc de Millau überquert.